# Latronquière
Latronquière é uma comuna francesa na região administrativa de Occitânia, no departamento de Lot. Estende-se por uma área de 10,37 km². Em 2010 a comuna tinha 447 habitantes (densidade: 43,1 hab./km²).